# Комитет за скептични изследвания
„Комитетът за скептични изследвания“ (на английски: Committee for Skeptical Inquiry), известен преди това като „Комитет за научно изследване на твърденията за паранормалното“ (Center for the Scientific Investigation of Claims of the Paranormal), е програма в рамките на транснационалната американска образователна организация с нестопанска цел „Център за изследване“ (Center for Inquiry), която има за цел да „насърчава научното изследване, критичното разследване и използването на разума при разглеждането на противоречиви и необичайни твърдения“. Пол Курц предлага създаването на Комитета за научни изследвания на твърденията за паранормалното през 1976 г. като независима организация с нестопанска цел (преди да се слее със Центъра за изследвания като една от програмите му през 2015 г.), за да се противопостави на това, което смята за безкритично приемане и подкрепа на паранормални твърдения както от страна на медиите, така и от обществото като цяло. Нейната философска позиция е на научен скептицизъм. Сред членовете на Комитета са изтъкнати учени, нобелови лауреати, философи, психолози, преподаватели и писатели. Седалището на организацията е в Амхърст, Ню Йорк.

## История
В началото на 70-те години на миналия век в САЩ се наблюдава засилен интерес към паранормалното. Това предизвика загриженост в някои среди, където се възприема като част от нарастваща вълна на ирационализъм. През 1975 г. светският хуманистичен философ и професор Пол Курц инициира изявлението „Възражения срещу астрологията“, което е написано в съавторство с Барт Бок и Лорънс Е. Джером и е подкрепено от 186 учени, включително 19 нобелови лауреати, и публикувано в бюлетина „The Humanist“ на Американската хуманистична асоциация (AHA), чийто редактор тогава е Курц. Според Курц изявлението е изпратено до всички вестници в САЩ и Канада. Положителната реакция на това изявление насърчава Курц да покани на конференцията през 1976 г. „толкова скептични изследователи, колкото може да открие“, с цел да създаде нова организация, посветена на критичното разглеждане на широк спектър от паранормални твърдения. Сред поканените са Мартин Гарднър, Рей Хаймън, Джеймс Ранди и Марчело Труци, всички членове на Ресурсите за научна оценка на паранормалното (RSEP) – новосъздадена група с цели, подобни на тези, които CSI ще приеме впоследствие.
Ресурсите за научна оценка на паранормалното се разпуска и неговите членове, заедно с други като Карл Сейгън, Айзък Азимов, Б. Ф. Скинър и Филип Джей Клас, се присъединяват към Курц, Ранди, Гарднър и Хайман, за да основат официално Комитета за научно изследване на твърденията за паранормалното (CSICOP). Курц, Ранди, Гарднър и Хаймън заемат места в Изпълнителния съвет. CSICOP официално стартира на специално свикана конференция на Американската хуманистична асоциация на 30 април и 1 май 1976 г. CSICOP ще се финансира с дарения и продажби на тяхното списание „Скептикъл Инкуайърър“.

## Мисия и цели
Официалната мисия, одобрена през 2006 г. и все още актуална, гласи:
Комитетът за скептични изследвания насърчава науката и научното изследване, критичното мислене, научното образование и използването на разума при разглеждането на важни въпроси. Той насърчава критичното разследване на спорни или необичайни твърдения от отговорна научна гледна точка и разпространява фактическа информация за резултатите от такива разследвания пред научната общност, медиите и обществеността.
Във всеки брой се публикува по-кратка версия на мисията: „насърчава научното изследване, критичното проучване и използването на разума при разглеждането на противоречиви и необичайни твърдения". Предишната декларация за мисията се отнася до „разследване на паранормални и маргинални научни твърдения“, но промяната от 2006 г. признава и утвърждава по-широк обхват на Комитета и списанието, което издава, Skeptical Inquirer, който включва "нови въпроси, свързани с науката, на пресечната точка на науката и обществените проблеми, като не пренебрегва [техните] основни теми". Историята на първите две десетилетия е достъпна в „Енциклопедията на паранормалното“, публикувана през 1998 г. от редактора на Скептикъл Инкуайърър Кендрик Фрейзър. През 2018 г. Фрейзър отново подчертава важността на работата на Комитета, като казва, че „сега се нуждаем от независимо, основано на доказателства, научно обосновано критично разследване и проучване повече, отколкото може би по всяко друго време в нашата история“.

### Име
Пол Курц е вдъхновен от белгийската организация „Comité Para“ от 1949 г., чието пълно име е „Comité Belge pour l'Investigation Scientifique des Phénomènes Réputés Paranormaux“ („Белгийски комитет за научно изследване на предполагаеми паранормални явления“). През 1976 г. предложеното име е „Комитет за научно разследване на твърдения за паранормални и други явления“, което е съкратено на „Комитет за научно разследване на твърдения за паранормални явления“. Първоначалната абревиатура „CSICP“ е трудна за произнасяне и затова е променена на „CSICOP“. Според Джеймс Алкок никога не е имало за цел да бъде „Psi Cop" (от анг. ченге-медиум) – прякор, който някои от недоброжелателите на групата възприемат.

## Дейности
За да изпълни мисията си, Комитетът „поддържа мрежа от хора, които се интересуват от критично разглеждане на паранормални явления, маргинални науки и други твърдения и допринасят за обучението на потребителите; изготвя библиографии на публикуваните материали, които внимателно разглеждат такива твърдения; насърчава изследванията чрез обективно и безпристрастно проучване в областите, в които това е необходимо; свиква конференции и срещи; публикува статии, които разглеждат твърдения за паранормални явления; не отхвърля твърденията на априорни основания, предшестващи проучването, а ги разглежда обективно и внимателно".

### Издания и публикации
CSI издава списанието Skeptical Inquirer, основано от Труци, под името Зететик и преименувано след няколко месеца под редакцията на Кендрик Фрейзър, бивш редактор на Science News. Сесил Адамс от The Straight Dope нарича Skeptical Inquirer „едно от водещите списания в страната за противодействие на фалшифицирането на информация". Освен това издава Skeptical Briefs – тримесечен бюлетин, публикуван за асоциираните членове.
Комитетът за скептични изследвания провежда и публикува разследвания на наблюдения на Йети и НЛО, екстрасенси, астролози, алтернативна медицина, религиозни култове и паранормални или псевдонаучни твърдения.

### Конференции
Между 1983 и 2005 г. CSICOP е провел десетки конференции, две от които в Европа, а всичките шест световни конгреса на скептиците досега са били спонсорирани от него. От 2011 г. конференцията е известна като CSICon. През 2013 г. и 2015 г. са проведени два конгреса съвместно със сродни и родителски организации – CSH и CFI. На конференциите се събират някои от най-изтъкнатите фигури в областта на научните изследвания, научната комуникация и скептичния активизъм, за да обменят информация по всички теми от общ интерес и да укрепват движението и общността на скептиците.